# Stuart Christie
Stuart Christie (Partick, Glasgow, 10 de julio de 1946 - 15 de agosto de 2020) fue un lingüista, traductor, autobiógrafo y antiguo militante anarcocomunista británico. En sus últimos años fue editor y escritor de libros sobre anarquismo y grupos armados.

## Biografía
En 1962, con dieciséis años Stuart se afilió a la Federación Anarquista de Glasgow (Internacional de Federaciones Anarquistas). 
Poco tiempo después, a los dieciocho años, se trasladó desde Londres a París y posteriormente a Madrid, uniéndose a Defensa Interior (DI), grupo de acción clandestino de la Confederación Nacional del Trabajo, implicados en un intento de ajusticiamiento del  dictador y genocida español Francisco Franco. Esta fue la última de varias tentativas de terminar con el genocida español. Antes de salir de Inglaterra, Stuart fue entrevistado para un programa de televisión por Malcolm Muggeridge (previamente conocido contacto del MI6, Servicio de Inteligencia Secreto del Reino Unido), a quien comentó el bien que haría a España librarse de Franco.
Stuart fue arrestado el 11 de agosto de 1964, ya en España, mientras hacía autostop en Madrid para encontrarse con un contacto, Fernando Carballo Blanco. Juzgados ambos en Consejo de Guerra, por posesión de explosivos, en un principio la sentencia fue ejecución por garrote vil. La grabación de la entrevista concedida por Stuart a la televisión inglesa llegó a España e influyó en su contra. La condena de la dictadura finalmente fue conmutada por veinte años de prisión para él y a treinta años para Fernando Carballo. 
Después de permanecer encarcelado durante tres años, Stuart Christie fue liberado el 21 de septiembre de 1967 tras una campaña internacional realizada contra el gobierno español, con el apoyo y la ayuda de conocidos académicos tales como el filósofo inglés Bertrand Russell o el filósofo francés Jean-Paul Sartre. 
También fue imputado, en 1971, cuatro años después de ser puesto en libertad de las cárceles españolas, de pertenecer a los revolucionarios de la  The Angry Brigade (Brigada Iracunda); fue absuelto de estos cargos. 
Al ser puesto en libertad, regresó al Reino Unido y continuó su activismo en el movimiento anarquista. Refundó la Cruz Negra Anarquista, fundó el periódico Black Flag (Bandera Negra) junto a Albert Meltzer, las revistas Cienfuegos Press, Anarchist Review, la revista mensual de las Islas Orcadias, The Free-Winged Eagle (El águila de alas libres) y fundó la casa editorial de libros Cienfuegos Press, hoy ChristieBooks.
Christie escribió varios libros y además colaboró como periodista y redactor para diversos periódicos y publicaciones, como la edición en lengua inglesa de Pravda, Pravda International (un periódico oficial de la Unión Soviética aunque con autocritica) con Argumenty I Fakty.
Falleció el 15 de agosto de 2020 a los setenta y cuatro años, por cáncer de pulmón.

## Obra

### Escritor
- Granny Made me an Anarchist, obra autobiográfica, 2004
- General Franco Made Me A Terrorist, publicado por la editorial Planeta como Franco me hizo terrorista.
- Edward Heath Made Me Angry
- Anarquismo y lucha de clases  (The Floodgates of Anarchy  en el original inglés), junto a Albert Meltzer.
- Stefano Delle Chiaie: Portrait of a Black Terrorist, 1984, sobre Stefano Delle Chiaie, fundador de Avanguardia Nazionale (Italia) y miembro de la logia masónica P2 (Propaganda Due), implicadas en la Estrategia de la tensión de la Operación Gladio.
- We, the Anarchists! A study of the Iberian Anarchist Federation (FAI), 1927-1937.

### Editor
Como editor Christie fundó "Cienfuegos Press" (1972), "Cienfuegos Anarchist Review" (1977 - 82), "Refracte Publications" (1982), "The Meltzer Press" (1996), "Christiebooks" y "Christiebooks.com".

### Traductor
Stuart ha traducido a lengua inglesa diversos libros de autores españoles como la biografía de Quico Sabaté, Sabate: An Extraordinary Guerrilla de Antonio Téllez.
También editó traducciones al inglés de diversas obras como los tres volúmenes de Josep Peirats, The CNT in the Spanish Revolution (traducida por Paul Sharkey y corregida, anotada y editada por Chris Ealham).